# François Victor Rivet
Pour les articles homonymes, voir Rivet (homonymie).
François Victor Rivet, né le 1er juin 1796, à Saint-Germain-en-Laye, et mort le 12 juillet 1884, à Dijon, est un prélat catholique français, évêque de Dijon.

## Biographie
François Victor Rivet est né le 1er juin 1796, à Saint-Germain-en-Laye, en Seine-et-Oise.
Il est ordonné prêtre, le 5 juin 1819, puis nommé curé de l'église Notre-Dame de Versailles de 1834 à 1838, puis évêque de Dijon, le 19 mai 1838, confirmé à ce ministère, le 13 septembre 1838, et consacré, le 21 octobre 1838, par Louis Blanquart de Bailleul, évêque de Versailles.
Il est élevé à la dignité de chevalier de la Légion d'honneur, le 5 mai 1840, puis à celle d'officier, le 26 août 1860.
Il donne la consécration épiscopale à Charles Théodore Colet, évêque de Luçon.
Il participe au premier concile œcuménique du Vatican, qui se déroule du 8 décembre 1869 au 20 octobre 1870, à Rome.
Il conserve son siège jusqu'à sa mort, survenue le 12 juillet 1884, à Dijon, en Côte-d'Or.
Il est inhumé en la cathédrale Saint-Bénigne de Dijon.

## Armes
D'argent au palmier de gueules terrassé du même.

## Distinctions
- Officier de la Légion d'honneur (26 août 1860)[2].